# Emona
Emona vagy Aemona egy római kori település volt, a Száva felső folyásánál, a mai Ljubljana helyén feküdt (Szlovénia). A területen illírek, kelták éltek, a rómaiak egy légióállomást építettek ki az első században. Fontos megállóhely volt az Aquileia és Arrabona közti úton. 388-ban a római trónbitorló Magnus Maximus Emona mellett szenvedett vereséget a Keletrómai Birodalom haderőitől a Savus menti csata során.